# Ophiognomonia melanostyla
Ophiognomonia melanostyla är en svampart som först beskrevs av Augustin Pyrame de Candolle, och fick sitt nu gällande namn av Pier Andrea Saccardo 1899. Enligt Catalogue of Life ingår Ophiognomonia melanostyla i släktet Ophiognomonia, ordningen Diaporthales, klassen Sordariomycetes, divisionen sporsäcksvampar och riket svampar, men enligt Dyntaxa är tillhörigheten istället släktet Ophiognomonia, familjen Gnomoniaceae, ordningen Diaporthales, klassen Sordariomycetes, divisionen sporsäcksvampar och riket svampar. Arten är reproducerande i Sverige. Inga underarter finns listade i Catalogue of Life.